# 두동교회 구본당
두동교회 구본당(杜洞敎會 舊本堂)은 대한민국 전북특별자치도 익산시 성당면 두동리에 있는 일제강점기의 교회 건물이다. 2002년 4월 6일 전북특별자치도의 문화재자료 제179호로 지정되었다.

## 개요
이 건물은 1929년에 건립된(설립 1923년) 두동교회 초기본당으로 기독교 전파과정에서 남여유별의 관습이 남아 있다. 특히 한국의 토착성과 자율성을 강조한, 일종의 현지 자립형 선교라 할 수 있는 "네비우스 선교정책"을 통하여 기독교와 한국의 전통을 잘 살렸으며, 남녀유별적인 유교 전통이 막 무너져가는 1920년대에 오히려 'ㄱ'자형 예배당을 통해 남녀유별의 전통을 보여주면서 남녀 모두에세 복음을 전파하려고 했던 독창성이 돋보인다 할 수 있다.
건물의 한쪽은 남자석, 다른 한쪽은 여자석으로 구분하였고, 중앙에는 휘장이 처져 남녀가 볼수 없게 만들었으며 모서리에는 강단을 설치하였다.
현재 'ㄱ'자형 예배당은 두동교회와 금산교회에 남아있는데, 한국기독교 전파과정의 이해와 교회 건축연구에 있어서 매우 중요한 건물이다.

## 같이 보기
- 금산교회 - 전북특별자치도 문화재자료 제136호

## 참고 자료
- 두동교회구본당 - 국가유산청 국가유산포털